# Francesco Nucara
Francesco Nucara (né à Reggio de Calabre le 3 avril 1940 et mort à Rome le 12 mai 2022) est un homme politique italien, secrétaire politique du Parti républicain italien (PRI), qui a été ministre délégué à l'Environnement et à la Protection du territoire et qui était jusqu'en 2013 l'un des deux députés représentant le PRI à la Camera dei deputati.

## Biographie
Originaire de la Calabre, Francesco Nucara vit depuis 1962 à Rome, où il travaille comme fonctionnaire à la Cassa du Mezzogiorno.
C'est le directeur responsable de la Voce Repubblicana, l'organe officiel du PRI.
Il est diplômé en Sciences statistiques et en architecture, journaliste dans la région du Latium.

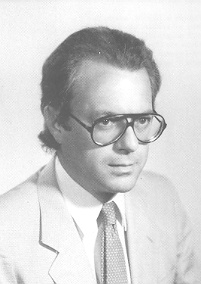
Francesco Nucara en 1983.

Élu député à la Camera dei Deputati pendant trois législatures de juillet 1983 jusqu'en avril 1994. À partir de cette date, il ne s'est plus représenté. Il est réélu aux élections de 2006 et à celles d'avril 2008 (mais sur une liste du Peuple de la liberté).
En 1989, Francesco Nucara est nommé secrétaire d'État aux Travaux publics jusqu'en 1991. Il a défendu la loi n° 183-1989 sur la défense du sol et la loi n° 36 de 1994 sur le cycle intégré des eaux.
Fin 2010, il est chargé par Silvio Berlusconi de coordonner la création du groupe parlementaire Initiative responsable qui voit le jour en janvier 2011.
Lors de la XVIe législature, bien qu'élu à l'aide du PdL, il adhère au groupe mixte (celui des Non-inscrits) du 5 mai au 21 juillet 2008, du 21 juillet 2008 au 12 mai 2009, du 13 mai 2009 au 20 janvier 2011, puis depuis le 20 janvier 2011, il n'est inscrit à aucune composante du groupe mixte, marquant ainsi son indépendance.